# 馬尼希環礁
馬尼希環礁（Manihi）是南太平洋法屬波利尼西亞的環礁，屬於土阿莫土群島和喬治王群島的一部分，由同名市镇管辖，長27公里、寬8公里，土地面積13平方公里，潟湖面積160平方公里，最高點海拔高度9米，島上有機場設施，2007年人口818。

## 外部連結
- Atoll list (in French) （页面存档备份，存于）
- Tuamotu Archipelago: Manihi （页面存档备份，存于）
- le Maire & Schouten
- John Byron （页面存档备份，存于）